# Scopula nubicincta
Scopula nubicincta är en fjärilsart som beskrevs av George Francis Hampson 1910. Scopula nubicincta ingår i släktet Scopula och familjen mätare. Inga underarter finns listade.